# Michael Sayman
Michael Arthur Sayman Gálvez (Miami, Florida, 24 de agosto de 1996) es un emprendedor de aplicaciones móviles e ingeniero de software estadounidense de ascendencia boliviana-peruana. Es conocido por crear aplicaciones de gráficos superiores cuando era un adolescente para mantener a su familia durante la Gran Recesión, así como por su trabajo posterior en Facebook.
Sayman publicó su primera aplicación en la App Store (iOS) cuando tenía 13 años.  Más tarde obtuvo el reconocimiento de Mark Zuckerberg con su lanzamiento de 4 Snaps, un juego de fotos por turnos, en su tercer año de secundaria. Zuckerberg luego contrató a Sayman, convirtiéndose en el "adolescente residente" de Facebook a los 18. Su éxito con el desarrollo de aplicaciones móviles creció en su adolescencia, generando millones de ingresos como estudiante de secundaria.
Actualmente, Sayman es gerente de producto en Google. al frente de una startup de juegos sociales dentro de la compañía.

## Vida personal
Michael nació en Miami, Florida en 1997 de padre boliviano Miguel Sayman y madre peruana María Cristina Gálvez y Pinillos de Sayman. Una gran parte de su vida se define por los efectos que la Gran Recesión tuvo en su infancia.
En 2010, cuando Sayman tenía 13 años, sus padres perdieron sus trabajos y se vieron obligados a abandonar su hogar.  Su madre consideró que regresaran a Perú.  Sayman insistió en que permanecieran en los Estados Unidos y que pagaría por todo.  Durante su adolescencia, mantuvo a su familia a través del dinero que ganó publicando aplicaciones en la App Store.  En una entrevista con People (revista) sobre su adolescencia, Sayman dijo que hubo momentos en los que no sabía cómo su familia podría permitirse comprar alimentos o pagar la factura de la luz.
En 2014, cuando las compañías tecnológicas buscaban a Sayman para recorrer sus campus y hablar en conferencias, todavía debía pagar la matrícula a la Escuela Preparatoria Jesuita Belen, la escuela secundaria privada a la que asistió.  La escuela se negó a darle su certificado de graduación debido a su incapacidad para pagar el saldo pendiente que debía.
En agosto de 2018, Sayman admitió públicamente ser gay en una entrevista con People en Español.  Dijo en la entrevista que eligió salir del closet porque creía que "esto podrá ayudar a otros latinos que pasan por la misma situación".

## Carrera temprana: 2010-2014
Sayman aprendió a programar por medio de tutoriales que encontró a través de Google.

### 4 Snaps
En 2013, Sayman desarrolló una aplicación llamada "4 Snaps", un juego por turnos que le daba al usuario una selección de palabras, le permitía tomar cuatro fotos en función de la palabra que eligió, y luego las enviaba al jugador oponente para adivinar cuál era la palabra, según las imágenes tomadas.  Lanzó la aplicación el 8 de agosto de 2013  y al año siguiente, la aplicación tenía más de un millón de descargas.
Se recibieron 4 Snaps con críticas en su mayoría positivas. Llegó al número 1 en la tabla de juegos de palabras con unos pocos millones de usuarios.

## Facebook: 2014-2017
Sayman se unió a Facebook cuando tenía 18 años.  Dirigido por Mark Zuckerberg, Sayman desempeñó un papel dentro de la compañía como el "adolescente favorito" de la red social.  En el transcurso de 3 años en la compañía, trabajó en el desarrollo de productos para la población adolescente. Ayudó a la compañía de redes sociales a comprender cómo su generación usa la tecnología, asesorando sobre productos experimentales para adolescentes y ayudando a los ejecutivos a comprender las tendencias.

### Lifestage
A los 19 años, lanzó Lifestage, una nueva aplicación social independiente centrada en vídeo para estudiantes de secundaria mientras trabajaba en Facebook.  La aplicación se centró principalmente en la demografía adolescente; cualquier persona de 22 años o mayor solo puede ver su propio perfil. Cuando los usuarios se registraron, sin necesidad de una cuenta de Facebook, seleccionaron su escuela secundaria y luego vieron los perfiles de video de las personas en su escuela o las cercanas.
Sayman lanzó la aplicación el 19 de agosto de 2016 para dispositivos iOS en los Estados Unidos.  La aplicación recibió críticas con respecto a su modelo de privacidad y se comparó con Snapchat y Yik Yak.
Menos de 12 meses después, Facebook retiró Lifestage de la tienda de aplicaciones y lo cerró el 4 de agosto de 2017.

## Google: 2017- actualidad
El 28 de agosto de 2017, se informó que estaba dejando Facebook para trabajar en Google en su proyecto 'Asistente' de Google.  Antes de Google, Facebook era el único lugar donde Sayman había trabajado.
Sayman actualmente está construyendo una startup de juegos sociales dentro de Google como parte del esfuerzo de la compañía para crear compañías descendientes dentro del conglomerado de búsqueda en Internet. Sayman es la inspiración de Miles de personas en el mundo de todas las edades, es el más claro ejemplo de que cuando se quiere se puede, que las excusas sobran cuando los sueños persisten.